# Závodszky Zoltán (operaénekes)
Závodszky István Zoltán (Bátorkeszi, 1892. július 18. – Budapest, 1976. szeptember 8.) opera- és dalénekes (tenor), főiskolai tanár. Évtizedeken át a budapesti Opera vezető Wagner-énekese volt.

## Életpályája
Édesapja tanító volt, és maga is követte ezen a pályán. Közben több művészeti ágban is alkotott: zenét szerzett, festett, szobrokat készített. Hegedülni is tanult. Huszonnégy évesen, 1916-ban jelentkezett a Zeneakadémia magánének és zeneszerzés szakára. Énektanulmányait Georg Anthes növendékeként folytatta, a zeneszerzést Weiner Leónál, Kodály Zoltánnál és Herzfeld Viktornál tanulta. Antalffy-Zsiross Dezső orgonaóráit is látogatta.
Oklevele megszerzése után az Operaház ösztöndíjasként szerződtette. 1920. szeptember 29-én a Trubadúr hírnökeként debütált. Október elején már két kis Wagner-szerepben mutatkozhatott be, a Tannhäuser Heinrich der Schreibereként és A nürnbergi mesterdalnokok Balthazar Zornjaként. Az 1921–22-es évadtól rendes taggá minősítették át. 1924-ben vette feleségül Tábori Piroska gyermek- és ifjúsági írónőt, akitől az élete második felében nagy szerepet játszó fordítás alapjait is elsajátította. 1926. február 14-én énekelte első főszerepét Wagner-műben: Eriket a Bolygó hollandiban. Ezt követte Siegmund a Walkürben 1927-ben. Az 1930-as években a német szerző műsoron lévő darabjainak valamennyi főszerepét elénekelte. Más operák csak elvétve fordultak elő repertoárján. 1942-ben kapta meg az „örökös tag” címet. Sámy Zoltán „rémuralma” alatt nem léphetett színpadra, mert nem volt hajlandó zsidó feleségétől elválni.
A felszabadulás után 1945. május 21-én szerepelt először a korábban is énekelt Hovanscsina Vaszilij Golicin hercegeként, majd következtek ismét a Wagner-darabok.
Tábori Piroska 1947-ben tetten érte szeretőjével – és majdani harmadik feleségével – Závodszkyt, s ennek hatására az írónő öngyilkos lett. A következő évben Tóth Aladár más régi vezető énekesekkel együtt nyugdíjazta a tenoristát. Az 1950-es években nyolcszor még színpadra lépett bevált szerepeiben, majd 1961. június 10-én, élete hetvenedik évében, még intakt hanggal Trisztánként búcsúzott az operaénekléstől.
1945–1949 között a Liszt Ferenc Zeneművészeti Főiskola oktatója volt. 1957–1962 között Bécsben a Hochschule für Musikon, 1962–1972 között a Konservatorium für Musik und darstellende Kunst tanára volt. 1975-ben a Magyar Televízió portréfilmet készített vele.
Wagner operáinak tenorszerepeit kivétel nélkül magyarul énekelte, s ez úttörő kezdeményezés volt. Később a Wagner-operák szövegkönyveit, a dalirodalomból 960 műdalt fordított le magyarra.
Sírja a Farkasréti temetőben látogatható (37/1-6-59).

## Szerepei
- Eugen d’Albert: Hegyek alján – Pedro; Nando
- Bahnert József: Jégvirág – Kenessey
- Ludwig van Beethoven–Bródy Sándor–Otto Zöbisch: Prometheus teremtményei – A hős
- Ludwig van Beethoven: Fidelio – Első fogoly
- Georges Bizet: Carmen – Remendado
- Léo Delibes: Lakmé – Domben; Kínai kereskedő
- Dohnányi Ernő: A vajda tornya – Talabér
- Erkel Ferenc: Bánk bán – Ottó; Sólom mester
- Jacques Fromental Halévy: A zsidónő – Leopold
- Hubay Jenő: Karenina Anna – Vronszkij gróf; Levin
- Kókai Rezső: István király – István
- Erich Wolfgang Korngold: Violanta – Matteo
- Jules Massenet: Thaïs – Nicias
- Giacomo Meyerbeer: A hugenották – De Cossé
- Giacomo Meyerbeer: Észak csillaga – Danilovic
- Mosonyi Mihály: Álmos – Árpád
- Wolfgang Amadeus Mozart: Figaro lakodalma – Basilio
- Wolfgang Amadeus Mozart: A varázsfuvola – Első őrtálló
- Modeszt Petrovics Muszorgszkij: Hovanscsina – Vaszilij Golicin herceg
- Jacques Offenbach: Hoffmann meséi – Nathanaël
- Poldini Ede: Farsangi lakodalom – Második úrfi
- Giacomo Puccini: Manon Lescaut – Táncmester
- Giacomo Puccini: Pillangókisasszony – Jamadori herceg
- Giacomo Puccini: A köpeny – Utcai énekes
- Camille Saint-Saëns: Sámson és Delila – Filiszteus hírnök
- Johann Strauss d. S.: A denevér – Dr. Blind
- Johann Strauss d. S.: A cigánybáró – Ottokar
- Richard Strauss: Salome – Narraboth
- Richard Strauss: A rózsalovag – Valzacchi; Faninal udvarmestere
- Richard Strauss: Ariadné Naxoszban – Tiszt
- Richard Strauss: Az egyiptomi Heléna – Menelas
- Igor Stravinsky: Œdipus rex – Œdipus
- Szabados Béla: A bolond – Ellák; Deli úrfi
- Szabados Béla: Fanni – Huberti
- Ambroise Thomas: Hamlet – Laertes
- Giuseppe Verdi: A trubadúr – Ruíz; Hírnök
- Giuseppe Verdi: Álarcosbál – Főbíró
- Giuseppe Verdi: Aida – Hírnök
- Giuseppe Verdi: Otello – Cassio
- Giuseppe Verdi: Falstaff – Doktor Cajus
- Richard Wagner: A bolygó hollandi – Erik; A kormányos
- Richard Wagner: Tannhäuser – címszerep; Walther von der Vogelweide; Heinrich der Schreiber
- Richard Wagner: Lohengrin – címszerep
- Richard Wagner: Trisztán és Izolda – Trisztán; Melot; Ifjú hajós; Pásztor
- Richard Wagner: A nürnbergi mesterdalnokok – Walther von Stolzing; Balthazar Zorn
- Richard Wagner: A Rajna kincse – Loge; Froh
- Richard Wagner: A walkür – Siegmund
- Richard Wagner: Siegfried – címszerep
- Richard Wagner: Az istenek alkonya – Siegfried
- Richard Wagner: Parsifal – címszerep; I. Grál-lovag